# 가가 (항공모함)
카가(加賀, 일본어: かが)는 일본 제국 해군의 항공모함이다. 관동대지진으로 대파된 아마기급 순양전함을 대신하여 개장한 항공모함이며, 태평양전쟁 전반에 있고는 일본해군이 주력으로 활약했지만 1942년, 미드웨이 해전에서 격침되었다.

## 개요
일본 제국해군의 88함대계획으로 카가급 전함 2척이 기공되었다. 먼저 건조된 나가토급 전함을 상회하는 성능으로 설계되어 공사가 이루어졌지만 워싱턴 해군군축조약에 의해 추가 전함 건조가 제한되고 대신 기존의 전함 2척을 항공모함을 만들 수 있게되자 순양전함에서 항공모함으로 개조될 예정이었다. 그러나 아카기의 동형함인 아마기가 관동대지진으로 용골이 파손되어 폐기처분되자 그 대신 가가를 항공모함으로 개조되게 되었다. 그리고 가가급 2번함으로 건조중이었던 도사(土佐)는 건조 중지 후 해군사격훈련표적이 되어 바다에 자침되었다.
워싱턴 해군군축조약에 의해 주력함의 통제 하에 보조함정으로서 항공모함의 운용이 연구되던 도중 개조가 이뤄졌는데 당시 일본 제국해군은 항공모함의 건조 경험은 소형 항공모함인 호쇼(鳳翔)밖에 없었고, 또 순양전함에서 개조가 된 사례는 세계 어디에도 사례가 없어 막연한 가운데 진행될 수밖에 없었다. 그 때문에 중일전쟁 당시까지 가가는 3층의 갑판과 대 수상함용 20cm포를 장비했었다
항공모함의 형태가 결정될때 2단갑판이 적용된 영국의 항공모함 퓨리어스의 영향을 받아 아카기와 같이 3층 갑판을 가진 삼단식 항공모함 안이 채용되었다. 상단은 이륙 및 발착용, 중단은 소형기의 발착용, 하단은 대형기의 발착용으로 항공기의 기종, 용도에 맞춰 갑판을 나눠 사용하기로 결정했던 것이다. 그러나 함재기의 초창기 설계때문에 이런저런 문제가 나왔는데 함재기의 대형화를 예측 못한 것이 큰 실수였다.
문제가 된 것은 이착륙용 비행갑판이 짧고 주 기관의 배연문제였는데 갑판문제는 중단 갑판을 늘려 함재기의 운용을 꾀하고 배연문제는 보일러에서 배연이 항공기에 지장을 주지 않게 연통을 선미로 해 배출했지만 긴 연통이 중량, 함내면적과 배기고온때문에 승무원의 주거성에 큰 문제가 생겼다(연통이 옆에 있는 선실온도는 40도에 육박했다). 또 선미에서 배출된 배연이 연막기류를 만들어 항공기의 발착에 장해를 주게 되었다. 이 문제는 아카기와 동형으로 연통을 옆으로 뺀 방식으로 해결하려 했지만 예산문제로 실행되지 못했다.
이 시기의 항공기 탑재 수는 60대였다. 20cm포 10문을 배치, 이것은 근접한 어뢰정 부대의 방어를 위해서였는데 함대 결전시엔 중순양함 급의 화력이었다. 그리고 연장포 2기 4문은 준공 후에 중단의 노천갑판에 배치되었다. 속도는 당시 함종을 변경한 아카기가 32.5kt를 냈는데 가가는 그에 못미치는 27.5kt에 머물렀다. 이는 아카기가 순양전함으로 설계된 반면 카가는 전함으로 설계되었었기 때문이었다. 가가의 12기의 중유전용로와 4기의 터빈에 의한 출력은 9만1천 마력이었다.

## 개장
시간이 흘러 보수개장이 요구되자 개정안으로 처음엔 미국의 렉싱턴급 항공모함같은 대형 함교를 설치하는 것이 검토되었으나 항공기의 발착과 선박의 중심저하의 문제로 실행되지 못하였다. 가가엔 여러 가지 불균형한 점이 있어서 아카기보다 한 발 먼저 1934년 6월부터 개장공사에 착수했다. 문제가 많던 배연방식은 아카기와 같은 굴곡연통으로 위치를 기관상부우현에 배치했다. 이로 중량이 약 100톤가량 줄었다.또 3단식 비행갑판도 전통식인 1단 갑판으로 하고 여기에 탑재기도 상용 72대, 보조 18대로 합계 90대로 대폭증가했다. 속력도 기관 출력 증대와 선미연장에 의해 28.3kt까지 향상되었다. 대규모 개장 후 가가의 최대 탑재기 수는 103기(단 96식 함상전투기 등을 사용한 것)가 되었다. 이 개보수로 인해 가가는 항공모함으로서 한층 더 업그레이드되었다.
그러나 개선된 속력 28.3kt는 태평양전쟁 개전당시 일본 정규항모 가운데에서는 꼴찌로 다른 항공모함과 같이 행동하기엔 장애가 있다고 말이 많았다. 하지만 항속력과 적재능력이 커서 원거리 항해같은 하와이 작전에서는 다른 항공모함보다도 참가 우선순위였다(가가, 쇼가쿠, 즈이가쿠의 세 항공모함에 의한 작전실시도 당시 검토되었다).
대공 화력도 증가되어 연장 12cm 고각포 6기를 연장 12.7cm 고각포 8기로 전환, 반대측 방면에도 사격이 가능하도록 높은 위치에 설치하여 동료함인 아카기보다도 화력이 강력했다. 또 항공장비에서도 공격력, 방어력이 아카기를 능가해 기동부대의 주력이 되었다. 적 순양함에 대항하기 위해 20cm포 10문은 선미에 설치되어 개장전과 같이 유지되었지만 적 군함을 서로 보지못한다는 문제점이 대두되어 항공전에서 불필요하게 되자 철거되었다. 또 우현 전방부에 자그마한 함교가 설치되었지만 작전지휘를 행하기엔 어려워서 나중에 패전요인이 된 피해 통제(Damage Control) 면에서 문제점을 남겼다.
이러한 근대화 공사 후 가가는 훗날 시나노(信濃)가 완성되기 전까지 일본 항공모함 중에선 최대 배수량을 가졌다. 가가의 개장공사가 꽤 철저하였기에 이후 일본항모의 모델이 되었다. 전통적인 1단 갑판, 우현전방부의 소형함교, 아래로 향한 굴곡식 연통, 비행갑판 주위의 대공포화라는 함형은 훗날 일본항모에 많이 채용되었다. 또 수면에서 비행갑판까지 높이는 일본 항공모함 중 가장 높아 항공기의 이착륙에 좋은 반면, 중심의 상승이 염려되었는데 이는 양 현에 벌지가 신설되어 예비부력으로 선체를 확장해 운용면에 문제가 없었다. 가가는 일본항모 가운데 유일하게 선체폭이 비행갑판 폭보다 넓은 함이다.
또 비행갑판 전반부에 항공모함용 캐터펠트(사출기, 항공모함에서 비행기를 날리기 위해 설치된 압축기) 설치를 위해 공사가 이뤄졌지만 항공모함용 캐터펠트가 실용화되지 못해 결국 미탑재인채 태평양전쟁에 투입, 캐터펠트의 완성은 없었다(일본해군은 종전까지 항공모함용 캐터펠트를 실용화시키지 못했다).
여담으로 가가는 일본항모 가운데 해면상에서 비행갑판의 높이가 가장 높아 21.1m에 달한다. 가가의 첫 출전은 1932년 제1차 상해 사변으로 이는 역사상 항공모함이 최초로 실전에 참가한 전투였다. 소류, 히류는 건조 중이어서 예산 부족으로 인해 3년 가까이 걸린 아카기의 2차 개장공사가 종료되기 전까지 실전투입이 가능한 항모는 가가와 호쇼(鳳翔)뿐으로 양 함은 중일전쟁의 주력으로 곤란을 타개했는데 암초에 걸려 선체 밑이 파손되는 일도 있었다.

## 역사
태평양 전쟁에서는 아카기와 함께 제1항공전대를 편성해 제1항공함대의 주력이 되었다. 태평양 전쟁 개전시 히토카프 만에 집결시 제일 늦게 구레 항에 남아 초심도어뢰 100발을 수령해 진주만에서 항공어뢰공격이 가능했다. 이후 1941년 12월에 나구모 주이치(南雲忠一) 중장의 지휘하에 진주만 공습에 참가했다. 이 공격시 미귀환 전투기는 29대로 15대가 카가 소속이었다.
그 후 1942년 2월에 파라오 항에서 암초에 좌초되어 선체하부가 파손되어 3월에 귀환하는 바람에 세이론 해전에는 참가하지 못했다. 그 때문에 인도양 작전에 참가했던 제1항공함대의 다른 다섯 항모같은 조종사 손실이 없었기에 미드웨이 해전시에 탑재기는 함상전투기 18, 함상폭격기 18, 함상공격기 27기로 당시 일본해군의 항모로서는 최대의 공격력을 가졌다.
수리 후 6월 미드웨이 해전에 아카기, 소류, 히류의 세 항모와 같이 참전했지만 미국 함상폭격기 SBD 돈트레스에 의한 급강하폭격으로 1,000 lb 폭탄 4발을 맞고(참가한 항모 중 가장 많이 피탄) 먼저 함교 옆의 항공기용 연료탱크 트럭에 폭탄이 직격해 폭발했다. 그 바람에 재급유를 받고 있던 함재기에 타고 있었던 조종사들과 주변에 있던 항공요원들이 앉은 자리에서 화장을 당한다. 비행갑판의 폭발은 내부 연료탱크로 번져버렸고 함교가 폭발하여 함장 오카다 지사쿠 대령 이하 함교 근무 장교들이 거의 다 사망했다. 항공대장이었던 오카다 대령이 함장 임무를 이어받았으나 그는 침몰 직전까지 퇴함명령을 내리지 않고 버텼다. 이어서 무장 변경으로 산개해 있던 항공 어뢰와 폭탄과 함재기들이 연이어 폭발해 불타올라 6월 4일 오후 4시 25분, 중앙 연료탱크에 인화로 인한 폭발이 일어나 침몰하였는데 미국 잠수함 중에 불타는 가가에 접근해 어뢰를 발사했다고 증언하는 함장도 있다. 가가는 미드웨이 해전에 참가한 함정 중 인적피해가 가장 많아 약 800명이 희생되었다. 미드웨이 해전 당시 가가에 탔던 인원은 불명이지만 함의 정원이 1,708명으로 오카다 함장이하 약 800명이 전사했다. 그리고 사실상 모든 항공요원들도 함께 데려갔다. 또 4척의 항공모함 중 폭탄에 의한 피해도 제일 컸기에 함상에 있던 전투기 조종사의 사망 수도 21명이었다.
현재 위령비가 나가사키 현 사세보 시의 구 해군묘지 히가시 공원에 있다.

## 같이 보기
- DDH-184 카가